# Miloševo (Jagodina)

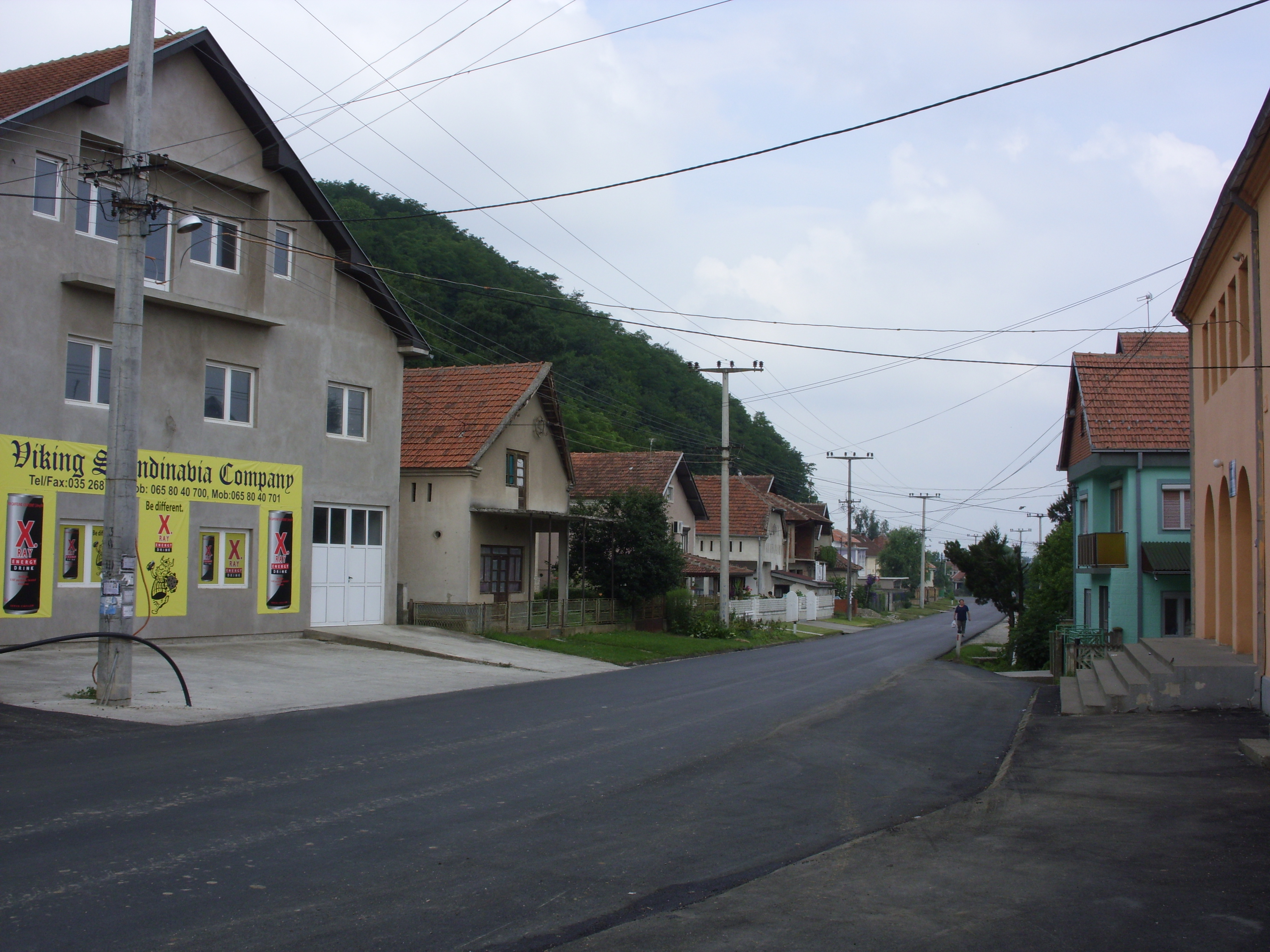
Miloševo (2009)

Miloševo (Kyrillisch: Милошево) ist eine Kleinstadt in der Opština Jagodina und im Okrug Pomoravlje und somit im Zentrum Serbiens. Der Ort liegt im Tal der Morava unmittelbar an der Autobahn Belgrad–Niš und an der Bahnstrecke Belgrad–Niš.

## Einwohner
Die Volkszählung 2002 (Eigennennung) ergab, dass 1.229 Menschen in Miloševo leben. Davon waren:
|         | Anzahl | Prozent |
| Gesamt  | 1.229  | 100     |
| Serben  | 1.200  | 97,64   |
| Rumänen | 29     | 2,35    |

Weitere Volkszählungen:
| 1948  | 1953  | 1961  | 1971  | 1981  | 1991  |
| ----- | ----- | ----- | ----- | ----- | ----- |
| 2.039 | 2.087 | 2.091 | 1.866 | 1.655 | 1.427 |